# Liste des principales conférences d'informatique théorique
Cette liste des principales conférences d'informatique théorique regroupe ces conférences par thèmes. Certaines des conférences sont généralistes, d'autres plus centrées sur des sujets particuliers. Il existe des classifications qui permettent de choisir les conférences considérées comme « principales ». Les classifications utilisées ici sont celle de Core, celle de Aminer, celle de Google Scolar et également la liste de conférences publiée par Microsoft en 2014. Une dernière, de Osmar Zaïane, est moins importante pour la théorie. En outre, certains manuels donnent des listes de conférences.
La liste de Core classe les conférences en A+, A, B, C et autres ; celle de Aminer - tout en mélangeant colloques et revues, les classe par indice h de plus ; Google Scolar classe par indice h et/ou par médiane h, des colloques et revues ; de fait, l'indice h5, calculé sur les cinq dernières années. Microsoft classe aussi par indice h qu'il donne explicitement ; plus intéressante est une présentation dite par « bulles » qui donne une présentation graphique par cercles concentriques, les plus importantes étant au centre. La liste de Zaïane classe les conférences par tiers (premier, deuxième et troisième tiers). 

## Conférences généralistes
Ces conférences acceptent un large spectre de thèmes en informatique théorique, incluant les algorithmes, structures de données, la calculabilité, la complexité informatique, la théorie des automates et des langages formels :
- STOC – ACM Symposium on Theory of Computing[5],[6],[7],[8],[9],[10],[11],[12],[13],[14],[15]
- FOCS – IEEE Symposium on Foundations of Computer Science[5],[7],[9],[10],[11],[12],[13],[14],[16],[15]
- ICALP – International Colloquium on Automata, Languages and Programming[17],[7],[11],[13],[18],[19]
- STACS – Symposium on Theoretical Aspects of Computer Science[20],[11],[13],[21]
- ISAAC – International Symposium on Algorithms and Computation[17],[13],[22]
- MFCS – International Symposium on Mathematical Foundations of Computer Science[17],[11],[13],[21]
- FCT – International Symposium on Fundamentals of Computation Theory[17],[22]
- COCOON – International Computing and Combinatorics Conference[17],[13],[22]
- ETAPS – European Joint Conferences on Theory and Practice of Software[17],[22]
- CSR – International Computer Science Symposium in Russia[23]

## Algorithmique
Conférences dont les thèmes principaux sont les algorithmes et structures de données au sens large :
- SODA – ACM–SIAM Symposium on Discrete Algorithms[5],[7],[9],[13],[24],[25],[19]
- ESA – European Symposium on Algorithms[17],[13],[21]
- WADS – Algorithms and Data Structures Symposium[17],[13],[21] auparavant Workshop on Algorithms and Data Structures.
- SWAT – Scandinavian Symposium and Workshops on Algorithm Theory[13] auparavant Scandinavian Workshop on Algorithm Theory.
- WAOA – Workshop on Approximation and Online Algorithms[20] fait maintenant partie de ESA.

## Géométrie algorithmique
Conférences en géométrie algorithmique, tracé de graphes, et autres applications du calcul géométrique : 
- SoCG – ACM Symposium on Computational Geometry[17],[25],[26],[19]
- GD – International Symposium on Graph Drawing[17],[27],[28],[22]
- IMR – International Meshing Roundtable[29]
- WAFR – Workshop on Algorithmic Foundations of Robotics[30]
- CCCG – Canadian Conference on Computational Geometry[21]

## Logique
- LICS – ACM-IEEE Symposium on Logic in Computer Science[5],[6],[31],[19]
- CSL – Computer Science Logic[32],[22],[33]
- FSCD – Formal Structures for Computation and Deduction, issue en 2016 de la fusion de RTA (Conference on Rewriting Techniques and Applications) et de TLCA (Typed Lambda Calculi and Applications) ; divers workshop satellites, comme HDRA (Higher-Dimensional Rewriting and Applications) ou STRING (String Diagrams in Computation, Logic, and Physics).
- WoLLIC – Workshop on Logic, Language, Information and Computation[20]

## Autres conférences spécialisées
- CCC – Computational Complexity Conference[17],[11],[22] auparavant "Structure in Complexity Theory Conference"
- CIAA – Conference on Implementation and Application of Automata, auparavant WIA – Workshop on Implementation of Automata[20],[22]
- CPM – Symposium on Combinatorial Pattern Matching[20],[21]
- DCFS – International Workshop on Descriptional Complexity of Formal Systems, fusion de DCAGRS – Descriptional Complexity of Automata, Grammars and Related Structures et FDSR – Formal Descriptions and Software Reliability
- DLT – International Conference on Developments in Language Theory[20],[22]
- ISSAC – International Symposium on Symbolic and Algebraic Computation[5],[21]
- LAGOS – Latin and American Algorithms, Graphs and Optimization Symposium

## Autres conférences
- AFL – Automata and Formal Languages
- CAI – Conference on Algebraic Informatics
- GandALF – Games, Automata, Logics, and Formal Verification
- HIGHLIGHTS – Highlights of Logic, Games and Automata
- ICLP – International Conference on Logic Programming
- IWOCA – International Workshop On Combinatorial Algorithms
- LATA – Language and automata theory and applications (Voir sur Wikidata)
- NUMERATION – NUMERATION 2017
- SIROCCO – Structural Information and Communication Complexity
- SPIRE – String Processing and Information Retrieval
- UCNC – Unconventional Computation and Natural Computation
- TQC – Theory of Quantum Computation, Communication, and Cryptography
- WABI — Workshop on Algorithms in Bioinformatics
- WORDS – Conference Words'21

## Articles liés
- Liste de publications importantes en informatique théorique
- List of computer science conferences (en)